# Hans Jacob Nielsen
Hans Jacob Nielsen (Næstved, 2 settembre 1899 – Aalborg, 6 febbraio 1967) è stato un pugile danese.
Ha vinto la medaglia d'oro olimpica nel pugilato alle Olimpiadi di Parigi 1924, nella categoria pesi leggeri.

## Carriera
Partecipò alle Olimpiadi di Anversa 1920, fu eliminato nel secondo round dal britannico James Cater, nella categoria pesi piuma. Nell'edizione successiva invece riuscì a vincere l'oro, battendo in finale l'argentino Alfredo Copello (nei pesi leggeri).
Disputò infine, anche le Olimpiadi 1928 di Amsterdam, perdendo però in semifinale contro quella che sarebbe diventata poi la medaglia d'oro, cioè l'italiano Carlo Orlandi. Perse anche l'incontro per la medaglia di bronzo contro Gunnar Berggren e finì quindi solo 4º, appena fuori dal podio.

### Principali incontri disputati
Statistiche aggiornate al 6 febbraio 1967.
| Evento    | Edizione       | Categoria             | Trentaduesimi | Sedicesimi                   | Ottavi                       | Quarti                 | Semifinale                   | Finale                   | Pos. | Note |
| --------- | -------------- | --------------------- | ------------- | ---------------------------- | ---------------------------- | ---------------------- | ---------------------------- | ------------------------ | ---- | ---- |
| Olimpiadi | Anversa 1920   | Pesi piuma (-57 kg)   | N.D.          | Bye                          | Jim Cater ( GBR) P           | non qualificato        | non qualificato              | non qualificato          | 9º   |      |
| Olimpiadi | Parigi 1924    | Pesi leggeri (-61 kg) | N.D.          | Zorobabel Rodríguez ( CHL) V | Richard Savignac ( FRA) V    | Haakon Hansen ( NOR) V | Frederick Boylstein ( USA) V | Alfredo Copello ( ARG) V |      |      |
| Olimpiadi | Amsterdam 1928 | Pesi leggeri (-61 kg) | N.D.          | Bye                          | Mathias Sancassiani ( LUX) V | David Baan ( NED) V    | Carlo Orlandi ( ITA) V       | non qualificato          | 4º   |      |